# Water Under the Bridge (Adele)
"Water Under the Bridge" is een nummer van de Britse zangeres Adele. Het nummer verscheen op haar album 25 uit 2015. Op 4 november 2016 werd het nummer uitgebracht als de vierde en laatste single van het album.

## Achtergrond
"Water Under the Bridge", geschreven door Adele en producer Greg Kurstin, gaat over een kritiek punt in een relatie waarin wordt uitgevonden of de partner wel of niet verder wil met de relatie. Muzikaal gezien is het een midtempo disco-popnummer met een electrodrumbeat en invloeden uit de triphop en de gospel.
"Water Under the Bridge" werd, ondanks dat de single pas bijna een jaar na het album verscheen, een wereldwijde hit. Het behaalde de top 10 in Polen, IJsland en de Vlaamse Ultratop 50, en kwam op de eerste plaats in Israël. In het Verenigd Koninkrijk en de Verenigde Staten kwam het nummer respectievelijk op de 39e en de 26e plaats terecht. In Nederland behaalde het de 25e plaats in de Top 40, maar in de Single Top 100 kwam het niet verder dan de 71e positie.

## Hitnoteringen

### Nederlandse Top 40
| Hitnotering: 24-12-2016 t/m 11-02-2017 | Hitnotering: 24-12-2016 t/m 11-02-2017 | Hitnotering: 24-12-2016 t/m 11-02-2017 | Hitnotering: 24-12-2016 t/m 11-02-2017 | Hitnotering: 24-12-2016 t/m 11-02-2017 | Hitnotering: 24-12-2016 t/m 11-02-2017 | Hitnotering: 24-12-2016 t/m 11-02-2017 | Hitnotering: 24-12-2016 t/m 11-02-2017 | Hitnotering: 24-12-2016 t/m 11-02-2017 | Hitnotering: 24-12-2016 t/m 11-02-2017 |
| Week                                   | 1                                      | 2                                      | 3                                      | 4                                      | 5                                      | 6                                      | 7                                      | 8                                      |                                        |
| -------------------------------------- | -------------------------------------- | -------------------------------------- | -------------------------------------- | -------------------------------------- | -------------------------------------- | -------------------------------------- | -------------------------------------- | -------------------------------------- | -------------------------------------- |
| Positie                                | 39                                     | 28                                     | 25                                     | 30                                     | 32                                     | 25                                     | 33                                     | 38                                     | uit                                    |

### Single Top 100
| Hitnotering: 07-01-2017 t/m 25-02-2017 | Hitnotering: 07-01-2017 t/m 25-02-2017 | Hitnotering: 07-01-2017 t/m 25-02-2017 | Hitnotering: 07-01-2017 t/m 25-02-2017 | Hitnotering: 07-01-2017 t/m 25-02-2017 | Hitnotering: 07-01-2017 t/m 25-02-2017 | Hitnotering: 07-01-2017 t/m 25-02-2017 | Hitnotering: 07-01-2017 t/m 25-02-2017 | Hitnotering: 07-01-2017 t/m 25-02-2017 | Hitnotering: 07-01-2017 t/m 25-02-2017 |
| Week                                   | 1                                      | 2                                      | 3                                      | 4                                      | 5                                      | 6                                      | 7                                      | 8                                      |                                        |
| -------------------------------------- | -------------------------------------- | -------------------------------------- | -------------------------------------- | -------------------------------------- | -------------------------------------- | -------------------------------------- | -------------------------------------- | -------------------------------------- | -------------------------------------- |
| Positie                                | 74                                     | 73                                     | 71                                     | 87                                     | 95                                     | 99                                     | 84                                     | 97                                     | uit                                    |

### NPO Radio 2 Top 2000
| Nummer met noteringen in de NPO Radio 2 Top 2000 | '17  | '18 | '19  | '20  | '21  | '22  | '23  | '24  |
| ------------------------------------------------ | ---- | --- | ---- | ---- | ---- | ---- | ---- | ---- |
| Water Under the Bridge                           | 1143 | 943 | 1279 | 1487 | 1173 | 1542 | 1532 | 1631 |

1. ↑  Een vetgedrukt getal geeft de hoogste notering aan.
2. ↑  2017 was het eerste jaar met een notering voor dit nummer.